# عنکبوت‌های قیطانی‌باف
عنکبوت‌های قیطانی‌باف (نام علمی: Phyxelididae) نام یک تیره از درست‌مادینه است.